# Sillus attiguus
Espèce
Synonymes
- Clubiona attigua O. Pickard-Cambridge, 1896

Sillus attiguus est une espèce d'araignées aranéomorphes de la famille des Anyphaenidae.

## Distribution
Cette espèce est endémique du Tabasco au Mexique,. Elle se rencontre vers Teapa.

## Description
Le mâle décrit par Brescovit en 1997 mesure 5,40 mm, les mâles mesurent de 5,10 à 5,50 mm.

## Publication originale
- O. Pickard-Cambridge, 1896 : Arachnida. Araneida. Biologia Centrali-Americana, Zoology. London, vol. 1, p. 161-224 (texte intégral).